# 索引典
索引典（英語：thesaurus）又稱叙词表或類語辭典，同義詞辭典，是主題分析的一種實作方法。所謂主題分析是指辨識某作品之知識內涵，分析其特性，並使用某些文字、代號描述其主題。主題分析可分為「系統主題法」與「字順主題法」，前者即一般所稱之分類法，用邏輯方式建立學科體系的分類表，將作品依照主題給予分類號，常見的分類法有「杜威十進位圖書分類法」、「美國國會圖書館分類法」、「中國圖書館分類法」、「中文圖書分類法」等；後者則是用詞彙來描述作品的主題，即索引人員會先建立控制詞彙，讓使用者透過這些詞彙來查詢相關的作品，常見的作法有「標題法」、以及在此要介紹的「索引典」。
索引典的英文是「thesaurus」，是在16世紀新創的新拉丁語中的一字，由古希臘語有金庫意思的thesuros演變為拉丁語中的thesaurus，再於新拉丁語被當做金庫的意思來使用。除了金庫的意思之外，它更常被使用來表示一串有著相似、相關或相反意思的單字，即索引典的意思（這個意思最早開始於羅傑索引典）。

## 定義
索引典是一種控制詞彙的方式。簡單來說，就是收集足以表示某特定學科領域的詞彙，並以特定的結構排列，以顯示出詞彙之間的關係。主要功用在於詞彙控制，是提供資訊儲存與檢索標準化的用語。在眾多官方定義中，「聯合國科教文組織全球科技資訊系統」的說法則較為完整，索引典可以其功能或結構定義之。就功能而言，索引典是一種控制詞彙的工具，其用途是將文獻、標引人員或系統使用者所用的自然語言，轉譯成更為規範的「系統語言」（文獻工作語言，資訊語言）。就結構而言，索引典是一部含有特定知識領域的詞彙，詞彙間有語義或從屬上的關係，且詞彙是控制的、動態的。

## 發展簡史
索引典的發展簡史如下：
- 1947-1950：Mooer先後提出描述詞、資訊檢索資訊檢索系統等術語，為索引典的發展奠定思想基礎。
- 1957：H. Brownson第一次正式使用索引典。
- 1959：杜邦公司編製完成第一部索引典。
- 1961：美國化學工程協會編輯出版化學工程索引典。
- 1960年代：NASA Thesaurus。
- 1970年代：普及至歐洲。
- 1985年：據索引典指南統計，當時世界上正在使用的英、法、德文索引典約計600部。

## 編製程序
索引典之編製程序可歸納如下：
- （一）準備工作

1. 確定學科範圍：決定核心學科與邊緣學科，並確立其間的關係。
2. 資料量及類型：圖書居多或資料量少的系統，需要的詞少且多為概念寬泛之詞；反之，若以連續性刊物或單本為主的系統，則需概念詳細且詞量多的索引典。
3. 詳盡性（exhaustivity）與專指程度（specificity）：會影響詞彙量的多寡。

- （二）選擇詞彙

1. 從各個相關資源蒐集詞彙：如字典、辭典、主題標目等。
2. 或由學科專家制定。
3. 或從大量文獻進行集合分析。

- （三）整理詞彙

1. 去除重複出現的辭彙。
2. 挑選出各概念的代表詞彙，即敘述語(descriptor)，其他引導使用者至敘述語的詞彙稱為款目詞(entry term)。

- （四）詞彙分類

1. 將這些敘述語的內容做邏輯分類，讓同類之詞彙能加以連結。
2. 不同類別中的詞彙若有關聯，也應該建立連結。

- （五）建立詞間關係

1. 等同關係（equivalence）：意義相近或相同的詞，參照符號是「USE」及「UF」。
2. 層級關係（hierarchical）：具有從屬或等級關係，參照符號是「BT」及「NT」。
3. 聯想關係（associative）：指詞彙間彼此有相關關係，參照符號是「RT」。

- （六）編排與展示

1. 字順：拼音語系依字母序或字序排列所有的主題詞（subject，subject term）；表意文字如漢語，可用「四角號碼」、「注音符號」、「羅馬拼音」、「漢語拼音」或其他拼音排列。
2. 分類：每個描述詞都有一個分類代碼，詞群結構只有主題詞、注釋或定義、同義詞及聯想詞，層級關係則由分類碼和縮行空格表示。
3. 圖形：包括圖形與字順兩部分，圖形只有描述詞，其他詞間關係在字順部分表示，一般分為樹形結構及箭頭關係兩種。

- （七）測試與修正
- （八）維護與更新

## 較有名的索引典
- Wiktionary
- Thesaurus of English Words & Phrases (ed. P. Roget); ISBN 0062720376
- Webster's New World Thesaurus (ed. C. Laird); ISBN 0671519832
- Oxford American Desk Thesaurus (ed. C. Lindberg); ISBN 0195126742
- Random House Word Menu (by Stephen Glazier); ISBN 0679400303

## 特定領域的索引典
- Evaluation Thesaurus (by. M. Scriven); ISBN 0803943644
- Great Song Thesaurus (by R. Lax & F. Smith); ISBN 0195054083
- Thesaurus of Psychological Index Terms (APA); ISBN 1557987750
- Clinician's Thesaurus (by E. Zuckerman); ISBN 157230569X
- Art ＆ Architecture Thesaurus (Getty Institute) (AAT)

## 参見
- 字典
- 辭典
- 本体论 (计算机)
- 辭目彙編

## 外部連結
- Thesaurus
- Roget's International Thesaurus （页面存档备份，存于）
- Power Thesaurus （页面存档备份，存于） - 英语同义词词典